# Missing Words
Missing Words is de vierde single van de Britse skaband The Selecter. Het is geschreven door gitarist/oprichter Neol Davies en afkomstig van het debuutalbum Too Much Pressure dat door Errol Ross werd geproduceerd. De single, geremixt door Roger Lomas, verschilt van de voorgangers On My Radio en Three Minute Hero door de downtempo-beat. De B-kant is een live-versie van de Justin Hinds-cover Carry Go Bring Come opgenomen in het najaar van 1979 tijdens een tournee met The Specials en Madness, de mede-kopstukken van de ska-revival.
Missing Words werd op 1 maart 1980 uitgebracht door 2 Tone en was de laatste single van de band op dit label. De videoclip was al op 19 oktober 1979 opgenomen in Brighton waar de 2 Tone-tournee van start. Missing Words kwam tot #23 in de Britse hitlijst en tot #29 in de Nederlandse top 40. 